# 프란체스카 아르키부지
프란체스카 아르키부지(Francesca Archibugi, 1960년 5월 16일 ~ )는 이탈리아의 영화 감독, 영화 각본가이다.

## 출연 작품
- 비베레 (2019)
- 노티 마지크 (2018)
- 카우치 포테이토스 (2018)
- 레저 시커 (2017)
- 라이크 크레이지 (2016)
- 언 이탈리안 네임 (2015)
- 라 패션 디 로라 (2011)